# Leonard Piątek
Leonard Franciszek Piątek - nascido Leonard Franz Piontek (Königshütte, 3 de outubro de 1913 – Chorzów, 1 de julho de 1967) foi um futebolista polonês. Ele competiu na Copa do Mundo FIFA de 1938, sediada na França, na qual a seleção de seu país terminou na 11º colocação dentre os 15 participantes.